# La grande attrazione
La grande attrazione (Dødsspring til hest fra cirkuskuplen) è un film del 1912 diretto da Eduard Schnedler-Sørensen.

## Produzione
Il film fu prodotto dalla Nordisk Film.

## Distribuzione
Distribuito dalla Fotorama, il film uscì in Svezia e in Danimarca rispettivamente il 12 e il 26 agosto 1912. Ebbe una distribuzione anche nel Regno Unito (7 settembre 1912) e, attraverso l'Universal Film Manufacturing Company, importato dalla Great Northern Film Company, uscì anche negli Stati Uniti il 23 agosto 1913.